# Middellandse-zeevlieg
De Middellandse-zeevlieg (of: middellandse zee-boorvlieg) (Ceratitis capitata), is een tweevleugelig insect dat behoort tot de familie boorvliegen (Tephritidae).
De soort wordt soms ook wel mediterrane fruitvlieg genoemd, naar de Engelse naam 'Mediterranean fruit fly'. De Middellandse-zeevlieg behoort echter niet tot de fruitvliegen zoals deze naam suggereert.
De Middellandse-zeevlieg is een invasieve soort die oorspronkelijk afkomstig is uit het Middellandse Zeegebied. 
De Middellandse-zeevlieg heeft zich via de internationale fruithandel verspreid tot verschillende werelddelen. De soort komt tegenwoordig voor in delen van Azië en Australië, en Noord- en Zuid-Amerika. De larven van de vlieg brengen grote schade toe aan landbouwgewassen, voornamelijk vruchtendragende planten zoals kersenbomen.